# Трудолюбивая пчела
«Трудолюби́вая пчела́» — первый русский частный журнал, издававшийся литератором Александром Сумароковым в Санкт-Петербурге. Выходил ежемесячно на протяжении 1759 года; печатался в типографии Академии наук. Тираж каждого номера составлял 1200 экземпляров.
В работе над журналом принимали участие драматург Александр Аблесимов, театральный деятель Иван Дмитриевский, писатели Григорий Козицкий, Николай Мотонис, Андрей Нартов, поэтесса Екатерина Сумарокова. В «Трудолюбивой пчеле» печатались произведения Овидия, Горация, Эразма Роттердамского, Вольтера.
В декабре 1759 года вышел в свет 12-й номер «Трудолюбивой пчелы», после чего журнал был закрыт издателем.

## Название
У исследователей нет единого мнения по поводу трактовки названия журнала. Так, автор учебника по истории русской журналистики Борис Есин считает, что и читатели «Трудолюбивой пчелы», и её издатель должны были, подобно усердному насекомому, «собирать всё полезное и нравоучительное».
Китайский исследователь творчества Сумарокова Юй Хуэйцзюнь после сравнения слова «пчела» в культурных традициях разных народов интерпретировал название как призыв к трудолюбию: «Как пчела, собирай знания с каждой странички журнала».
Иная версия содержится в докладе доктора филологических наук Юлии Сложеникиной, с которым она выступала на международной научной конференции «XVIII век: Литература в эпоху идиллий и бурь». Напомнив притчу «Жуки и пчёлы» и связав этот текст с принадлежностью Сумарокова к масонской ложе, Сложеникина пришла к выводу, что в названии «первого русского промасонского журнала» «Трудолюбивая пчела» артикулирована просветительская программа: «Читатель приобщался к элитарной культуре, а затем и к тайне иероглифического знания масонства».

## Полемическая направленность журнала
Восприятие чужих слов, а особливо без необходимости, есть не обогащение, но порча языка. Так портился притяжением латинских слов немецкий, испортился польский, который наш, только с некоторою отменою, и так портится немецкими и французскими словами русский. Честолюбие возвратит нас когда-нибудь с сего пути несомненного заблуждения; но язык наш настолько сею заражен язвою, что и теперь уже вычищать его трудно.
Фельетоны и сатирические статьи, публиковавшиеся в «Трудолюбивой пчеле», неоднозначно воспринимались в литературной среде. Об этом, к примеру, свидетельствует очерк о Сумарокове, опубликованный в книге писателя Евгения Соловьёва.
Автор утверждал, что «Сумароков, почитавший себя не ниже г-на Вольтера, завёл собственный журнал „Трудолюбивая пчела“, где бранил всё, что попадалось под руку, особенно почему-то Миллера».
Достаточно серьёзно Сумароков полемизировал с Ломоносовым, считая, что «торжественно-напряжённому стилю» его поэзии должна быть противопоставлена «ясность мысли и простота чувств».
В январском номере «Трудолюбивой пчелы» Сумароков опубликовал статью «О истреблении чужих слов из Русского языка», в которой поднял один из важнейших для себя вопросов — об аутентичности русского языка. Автор утверждал, что нет особой нужды заменять русские слова иноязычными и говорить вместо «плоды» — «фрукты», вместо «опахало» — «веер», вместо «верхнее платье» — «сюртук».
Статья писателя «Об истреблении чужих слов из Русскаго языка» стала проводником идеи самобытности национального языка. <…> Для Сумарокова поверхностное стремление к щёгольству на европейский манер, отрыв от исконной русской языковой основы были очевидными заблуждениями придворно-аристократического круга.Юлия Сложеникина, Андрей Растягаев
Кроме того, Сумароков боролся с романами, количество которых, по его мнению, неоправданно возрастало. Профессор Московского университета Сергей Соловьёв в своей фундаментальной работе «История России с древнейших времён» (1851—1879) писал, что Сумароков на страницах «Трудолюбивой пчелы» «восставал» против романов, считая, что «чтением оного больше употребится времени на бесполезное, чем на полезное».

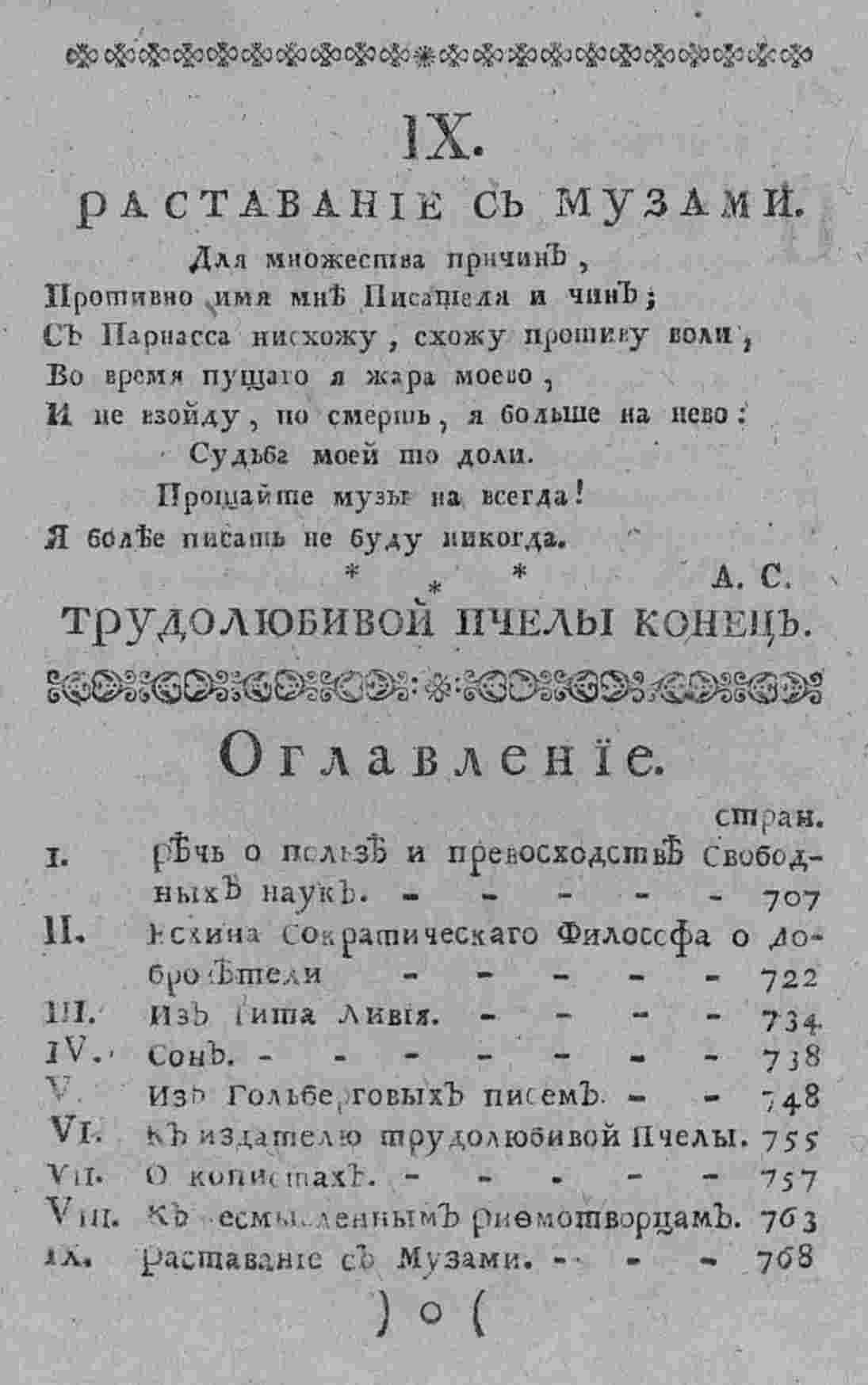
Последняя страница последнего номера журнала «Трудолюбивая пчела»

В майском номере журнала Сумароков напечатал весьма острые «Разговоры мёртвых», в которых участвуют Слуга и Господин, оказавшиеся в загробном мире. Слуга сообщает, что в «здешней жизни» он может выговорить всё, что накипело, потому что «маскарадов здесь нет, все в своих лицах».
Статья «Сон, Счастливое общество», опубликованная в декабрьском номере «Трудолюбивой пчелы», рассказывает о собственных грёзах, в которых писатель видел, что власть принадлежит великому человеку, неустанно пекущемуся о народном благоденствии: «Достоинство не остается без воздаяния, беззаконие без наказания, а преступление без исправления. Сим имеет он народную любовь, страх и почтение».
Завершался выпуск стихотворением Сумарокова «Расставание с музами». На последней странице стояла краткая информация: «Трудолюбивой пчелы конец», что означало отказ от издательской деятельности.
Причинами закрытия «Трудолюбивой пчелы», по мнению исследователей, стали недовольство критической направленностью журнала и повышенный надзор со стороны Академии наук.

## Содержание номеров журнала
Январь
- [Посвящение Екатерине II]
- I. О пользе мифологии
- II. О двух главных добродетелях историка
- III. О первоначалии и созидании Москвы
- IV. О истреблении чужих слов из русского языка
- V. О стихотворстве камчадалов

Февраль
- I. Речь Павлина а Санкто Иозефо о том, что в учении спешить не должно
- II. О коренных словах русского языка
- ІІІ. Достоинства меньше почитаются нежели богатство
- IV. Элегии
- V. Надгробная песнь Адониду
- VI. Стансы на победу при Фирштенфельде

Март
- I. Баснь о Фаетонте из овидиевых Превращений
- II. Десидерия Ерасма Ротердамского разговор
- ІІІ. Лукиановы Разговоры мёртвых
- IV. Эклоги
- V. Речь из второй части Смотрителя
- VІ. Сонет
- VII. Притча «Терпение»
- VIII. Элегии

Апрель
- I. Опыт немецкого словаря
- ІІ. Баснь о Пираме и Фисве из овидиевых Превращений
- III. О важности слова
- IV. Истолкование личных местоимений
- V. Рассуждение из третьей части Смотрителя
- VI. О несогласии
- VII. О разности между пылким и острым разумом
- VIII. О неестественности
- IX. Российский Вифлеем
- X. Эклоги

Май
- І. О разумении человеческом
- ІІ. К типографским наборщикам
- ІІІ. О несправедливых основаниях
- IV. Эпистола, Стихи против злодоев, Идиллия и Ода
- V. Разговоры мёртвых
- VI. Притчи, Апреля первое число и Эпиграммы
- VII. Письма

Июнь
- I. Молитвы и псалом
- II. Лукиана Торг жизней
- ІІІ. О мозаике
- IV. Притчи
- V. Письма
- VI. Эпиграммы
- VII. Письма
- VIII. Элегия
- IX. Ода, Идиллия и Справка

Июль
- I. Псалмы и молитва
- II. Продикова Аллегория об Ираклии
- ІІІ. Максима Тирского Рассуждение IV
- IV. Притчи и эпиграммы
- V. Димофила Врачевание жития
- VI. Иерокловы Весёлые замыслы
- VII. Идиллии
- VIII. Эклоги
- ІХ. Элегии

Август
- I. Молитвы и псалмы
- ІІ. Пришествие на нашу землю и пребывание на ней Микромегаса
- ІІІ. Притчи и разные стихотворения
- IV. Рассуждение о войне
- V. Эклоги
- VI. Речь LV из второй части Смотрителя
- VІІ. Элегии
- VIII. Письмо

Сентябрь
- І. Письмо Филлиды к Димофоонту
- II. Фив и Дафна
- ІІІ. Элегии
- IV. Речь XXVII из Смотрителя
- V. Из мнений Оксенштирна
- VI. Разные стихотворства
- VII. О войне из Свифта
- VIII. Эпиграммы

Октябрь
- I. Слово похвальное о Государе Императоре Петре Великом
- II. Эклоги
- III. Слово М. Туллия Цицерона за Кв. Лигария к Кайю Цесарю
- IV. Письмо
- V. Разные стихотворения

Ноябрь
- I. Квинта Горация Флакка Сатира
- II. Скилла или Безбожное предательство
- III. Публия Овидия Насона Элегии
- IV. Из IX книги Фарсалии Марка Аннея Лукана
- V. Оставшиеся две оды Сапфоны
- VI. Песни
- VII Письма
- VIII. Разные стихотворения

Декабрь
- I. Речь о пользе и превосходстве свободных наук
- II. Есхина сократическаго философа О добродетели
- ІІІ. Из Тита Ливия
- IV. Сон
- V. Из Гольберговых писем
- VI. К издателю Трудолюбивой пчелы
- VII. О копистах
- VIII. К несмысленным рифмотворцам
- ІХ. Расставание с музами